# Ханахве
Ханахве (кор. 하나회, трансліт. Hanahoe, «Група одного») або Новий військовий департамент — неофіційна приватна група і таємне товариство військових офіцерів у Південній Кореї, на чолі з Чон Ду Хваном, який згодом став президентом Південної Кореї за часів П'ятої Республіки. Спочатку сформована випускниками одинадцятого класу Корейської військової академії в 1955 році, нарощувала свої ряди, рекрутуючи по три-чотири члени з наступних класів КВА, переважно з Кьонсандо. Ханахве сформувала ядро групи, яка врешті-решт перебрала контроль над президентством та урядом у Чхве Гю Ха 12 грудня 1979 року і здійснила державний переворот 17 травня 1980 року, поклавши край Четвертій республіці. Згодом Ханахве також відіграла важливу роль у жорстокому придушенні повстання у Кванджу.
Після свого першого захоплення влади Ханахве зберігала великий вплив на південнокорейську політику протягом 1980-х років, але згодом була розпущена силою в 1993 році після інавгурації Кім Йон Сама, а Чон Ду Хван і Ро Де У разом з іншими членами Ханахве були засуджені за їхню роль у двох переворотах і різанині в Кванджу.

## Історія
За даними Енциклопедії корейської культури Ханахве бере свій початок від приватної групи Чілсонхо (кор. 七星會, буквально означає «група семи зірок») у 1958 році, яка була сформована 7 людьми, серед яких були Ро, Чон і Чжунхойон. Група була розширенням групи Осунхо (кор. 五星會), утвореної в 1951 році, яка складалася з п'яти членів: Ро, Чон, Кім Бокдон, Чой Сон Тек, Пак Бйон-ха, а до складу Чілсонхо входили ще два члени — Чон Хо Йон і Квон Ик Хйон.

## У культурі
Південнокорейський фільм 2023 року «12.12: День» розповідає про переворот у Ханахве 1979 року.